# Oued El Kheir
Oued El Kheir là một đô thị thuộc tỉnh Mostaganem, Algérie. Dân số thời điểm năm 2002 là 14.7 người.